# Adoração dos Magos (André Gonçalves)
Adoração dos Magos é um óleo sobre tela da autoria do pintor português André Gonçalves.
A pintura pertence ao Museu Nacional de Machado de Castro de Coimbra.